# The Rasmus (álbum)
The Rasmus es el quinto álbum de estudio de la banda de rock finlandesa The Rasmus, el cual fue lanzado en Finlandia el 18 de abril de 2012.
El álbum recibió dos premios EMMA (Grammy finlandés) por "Mejor Álbum de Versiones" y "Mejor video musical (I’m a Mess )".
Los sencillos que se lanzaron de este álbum fueron los temas: I'm a mess,  Somewhere, Stranger y Mysteria; este último tema se encuentra únicamente en la versión Tour edition

## Antecedentes
Después de que Lauri Ylönen completara la gira de su álbum debut como solista, la banda fue al estudio de grabación en el verano de 2011 para comenzar a componer y grabar su quinto álbum. El 25 de febrero de 2012, The Rasmus debutó con su primer sencillo "I'm a Mess" en las finales de UMK en Finlandia. La canción fue lanzada el 5 de marzo de 2012.
En febrero, la banda anunció que su siguiente disco sería homónimo, y sería lanzado el 18 de abril.  se decidió que 'The Rasmus' fuera relanzada en otoño de 2012, con una nueva canción titulada 'Mysteria ", la cual también fue lanzada como sencillo.

## Estilo musical e influencias
Desde el otoño de 2009, Lauri Ylönen compuso canciones con Pauli Rantasalmi en Singapur, con la intención de componer su nuevo álbum, pero terminó con un estilo más electrónico, las canciones se incluyeron en el álbum debut como solista de Lauri Ylönen, New World,  un álbum con influencias de Daft Punk.
Se puede percibir el estilo electrónico del álbum. Lauri Ylönen dijo que querían volver al sonido de la época Into, mientras que el bajista Eero Heinonen, dijo: "Algunas canciones del próximo álbum podrían ser baladas, otras podrían contener letras fuertes y realistas, pero de lo que estoy seguro es de que a los fans les va a encantar ".
Lista de canciones:
- 01 Stranger (3:58)
- 02 I'm A Mess (4:12)
- 03 It's Your Night (3:27)
- 04 Save Me Once Again (4:35)
- 05 Someone's Gonna Light You Up (3:43)
- 06 End Of The Story (4:10)
- 07 You Don't See Me (3:13)
- 08 Somewhere (5:28)
- 09 Friends Don't Do Like That (4:26)
- 10 Sky (3:58)
- 11 Mysteria (3:40)

## Sencillos
El primer sencillo del nuevo álbum, "I'm a Mess", se escuchó por primera vez en la final en vivo del proceso de selección del Festival de la Canción finlandés de Eurovisión  como artista invitado, luego fue lanzado como sencillo el 5 de marzo.  En mayo, la banda lanzó un vídeo musical para  "Somewhere", hecho con grabaciones de ellos en el estudio, en concierto, y el día a día.
"Stranger" fue lanzado como segundo sencillo el 15 de mayo de 2012 en Finlandia, esto fue confirmado por el guitarrista Pauli Rantasalmi mientras respondía a las preguntas de sus fanes en Radio Nova, el 15 de abril. El video de "Stranger" fue filmado en Singapur, y muestra a Lauri vestido como un rey que se encuentra a sí mismo como un extraño en un nuevo tiempo.
La edición de la gira del álbum fue lanzado el 9 de noviembre, incluyó las 10 pistas del álbum de estudio y 5 temas extra, incluyendo el sencillo: "Mysteria", lanzado el 24 de septiembre.

## Gira
El 23 de febrero, la banda anunció su gira para mayo. Presentándose en 11 conciertos en Europa, comenzando por Estocolmo el 7 de mayo, con la banda británica InMe como teloneros.  Según lo dicho por Universal, se incluyeron un total de 7 conciertos para octubre en Finlandia. Las nuevas fechas se han añadido para otoño, a finales de la gira de mayo. Todas las fechas confirmadas de la gira de 2012 se pueden consultar a continuación.

## Fechas de la gira de 2012
07.05.12 Göta Källare, Estocolmo [SE ] 

09.05.12 Gruenspan, Hamburgo [GER ] 

10.05.12 Columbia Club, Berlín [GER ] 

11.05.12 Stodola, Varsovia [ POL ] 

13.05.12 Arena, Viena [ AUT ] 

14.05.12 Backstage Werk, Múnich [GER ] 

15.05.12 Abart, Zürich [CH ] 

16.05.12 Magazzini Generale, Milán [IT ] 

05/18/12 Gloria, Colonia [GER ] 

19.05.12 La Maroquinerie, París [ FR ] 

21.05.12 O2 Academy Islington, Londres [ Reino Unido ] 

22.06.12 Ekaterimburgo, Div [RU ] 

24.06.12 Krasnodar, Sobranie club [RU ] 

26.06.12 Kiev, Stereo Hotel Plaza [UA ]
28.06.12 Odessa, Itaka club [UA ] 

30.06.12 Dnepropetrovsk, Mejor Festival City [UA ] 

06.07.12 Turku, Ruisrock [ FI] 

04.08.12 Kemi, Kemin satama [ FI] 

10.10.12 Turku, Logomo [ FI] 

11.10.12 Mikkeli, Mikaeli [ FI] 

12.10.12 Lahti, Sibelius - Talo [ FI] 

13.10.12 Tampere, Tampere- Talo [ FI] 

14.10.12 Kuopio, Musiikkikeskus [ FI] 
17/10/12 Tallin, Rock Café [EST ] 
18/10/12 Hämeenlinna, Verkatehdas [ FI] 
19.10.12 Helsinki, Tavastia [ FI] 
20.10.12 Helsinki, Tavastia [ FI] 
10.11.12 Gdansk, Parlament [PL ] 
11.11.12 Cracovia, Kwadrat, Klub Studencki [PL ] 
13.11.12 Budapest, el Club 202 [HU ] 
14.11.12 Trencin, Piano [ SK ] 
15.11.12 Graz, PPC [AUT ] 
16.11.12 Roncade, New Age [IT ] 
17.11.12 Roma, Orion club [IT ] 
11/19/12 Marsella, Cabaret Aléatoire [FR ] 
20.11.12 Clermont Ferrand, La Coopérative de Mai [FR ] 
21.11.12 Bilbao, Rockstar [ESP] 
22.11.12 Madrid, Caracol Arena [ES ] 
23.11.12 Barcelona, Salamandra 1 [ESP ] 
26.11.12 Karlsruhe, Substage [ALE] 
27.11.12 Solothurn, Kulturfabrik Kofmehl [SUI] 
28.11.12 Dornbirn, Conrad Sohm [AUT ] 
29.11.12 Praga, [ [ Meet Factory ] ] [CZ ] 
30.11.12 Leipzig, Werk 2 [ALE] 
01.12.12 Ámsterdam, Melkweg Max [PPBB] 
03.12.12 Frankfurt, Batschkapp [ALE] 
04.12.12 Bochum, Zeche [ALE ] 
05/12/12 Amberes, Trix [BE ] 
07.12.12 Moscú, Live Hall [ RU ] 
08.12.12 San Petersburgo, Kosmonavt [RU ] 
10.12.12 Bristol, Thekla [RU ] 
11.12.12 Birmingham, O2 Academy 2 [RU ] 
12.12.12 Glasgow, Garaje [RU ] 
13.12.12 Manchester, Club Academy [RU ] 
14.12.12 Londres, Electric Ballroom [RU] 
15.12.12 Nottingham, Nottingham Rock City [ Reino Unido ]

## Listas y reconocimientos

### listas
| Lista (2012)                | Pico posición |
| --------------------------- | ------------- |
| Ö3 Austria Top 40           | 23            |
| The Official Finnish Charts | 3             |
| Media Control Charts        | 26            |
| Rusia Albums Chart          | 20            |
| Swiss Music Charts          | 46            |

## Personal
The Rasmus
- Lauri Ylönen - Voz
- Eero Heinonen - Bajo
- Pauli Rantasalmi - Guitarra
- Aki Hakala - Tambores

Producción
- Martin Hansen - Productor, Grabación, Mezcla
- Svante Forsbäck - Dominar* Takayuki Nakazawa - Instalación
- Musuta Ltd. - Diseño
- Hiroshi Manaka - Fotografía

Tal como aparece en el libreto del álbum.